# Taffia River
Der Taffia River ist ein kleiner Fluss an der Nordküste von Dominica. Er verläuft im Parish St. John und mündet bei Connor Estate ins Karibische Meer.

## Geographie
Der Taffia River entspringt im Gebiet von Francois Estate (⊙) und verläuft nach Nordwesten. Vom Seaman Estate erhält er einen kleinen Zufluss, der im Gebiet des benachbarten Parish St. Andrew im Osten aus demselben Grundwasserleiter entsteht, wie der Soc Ravine. Er mündet nach wenigen Kilometern fast direkt neben dem Panchette Ravine. Im Quellgebiet schließt sich nach Westen das Einzugsgebiet von Clifton River an.